# BBC Climate Change Experiment

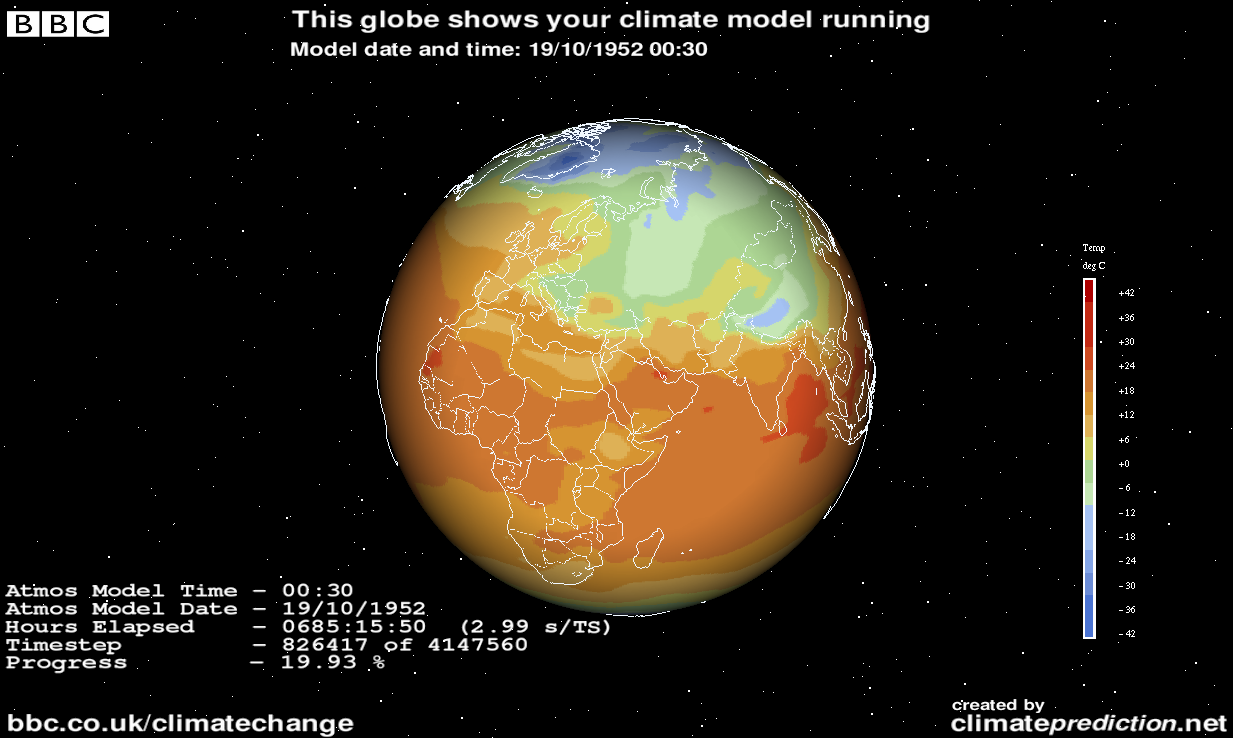
Climateprediction.net 的螢幕保護程式 5.4.9

BBC Climate Change Experiment(英國廣播公司氣候變化實驗)是一項目由英國牛津大學主導，英國氣象局、英國廣播公司、英國空中大學和英國瑞丁大學合辦的BOINC計劃。這計劃在2006年2月正式展開，是Climateprediction.net項目中的瞬變氣候模型。瞬變氣候模型包括了真實海洋的模擬，讓實驗能更準確地研究氣候的變化。
瞬變氣候模型(Transient coupled model) 包括80年後報試驗研究(Hindcast)和80年預測(Forecasting)。其中後報試驗研究的目的是測試氣候模型在1920年至2000年所發生的現象。
這計劃以BOINC方式研究，依賴于大量志願者提供的計算資源，而這計劃註冊志願者超過12萬人，分佈在不同國家。在2009年3月8日時，Climateprediction.net官方宣佈該項目正式結束。

## 外部連結
官方網站
- 英國廣播公司鏈接

相關網站
- 英國廣播公司有關鏈接（页面存档备份，存于）
- Climateprediction.net網站（页面存档备份，存于）
- 伯克利開放式網絡計算平台(BOINC)（页面存档备份，存于）
- BOINC Wiki
- BBC新聞故事（页面存档备份，存于） (retrieved 14 February 2006)
- 英國廣播公司的電視節目 - 氣候變化 英國的威脅（页面存档备份，存于）